# برنار غوتييه
برنار غوتييه (بالفرنسية: Bernard Gauthier)‏ مواليد 22 سبتمبر 1924 في فرنسا، هو دراج فرنسي سابق في صنف سباق الدراجات على الطريق.

## سجل النتائج

### سباقات أو مراحل فاز بها
- طواف فرنسا

## روابط خارجية
- برنار غوتييه على موقع أرشيف الدراجات (الإنجليزية)
- برنار غوتييه على موقع إحصائيات الدراجات الإحترافية (الإنجليزية)
- برنار غوتييه على موقع CycleBase (الإنجليزية)